# DTDP-4-amino-4,6-didezoksi-D-galaktoza aciltransferaza
DTDP-4-amino-4,6-didezoksi-D-galaktoza aciltransferaza (EC 2.3.1.210, TDP-fukozaminska acetiltransferaza, WecD, RffC) je enzim sa sistematskim imenom acetil-KoA:dTDP-4-amino-4,6-didezoksi-alfa--galaktoza N-acetiltransferaza. Ovaj enzim katalizuje sledeću hemijsku reakciju
acetil-KoA + dTDP-4-amino-4,6-didezoksi-alfa--galaktoza {\displaystyle \rightleftharpoons } KoA + dTDP-4-acetamido-4,6-didezoksi-alfa--galaktoza
Produkt, TDP-4-acetamido-4,6-didezoksi--galaktoza, se koristi u biosintezi enterobakterijskog zajedničkog antigena (ECA).

## Literatura
- Nicholas C. Price; Lewis Stevens (1999). Fundamentals of Enzymology: The Cell and Molecular Biology of Catalytic Proteins (Third изд.). USA: Oxford University Press. ISBN 019850229X.
- Eric J. Toone (2006). Advances in Enzymology and Related Areas of Molecular Biology, Protein Evolution (Volume 75 изд.). Wiley-Interscience. ISBN 0471205036.
- Branden C; Tooze J. Introduction to Protein Structure. New York, NY: Garland Publishing. ISBN 0-8153-2305-0.
- Irwin H. Segel. Enzyme Kinetics: Behavior and Analysis of Rapid Equilibrium and Steady-State Enzyme Systems (Book 44 изд.). Wiley Classics Library. ISBN 0471303097.

## Spoljašnje veze
- DTDP-4-amino-4,6-dideoxy-D-galactose+acyltransferase на 